# カルチャーショック

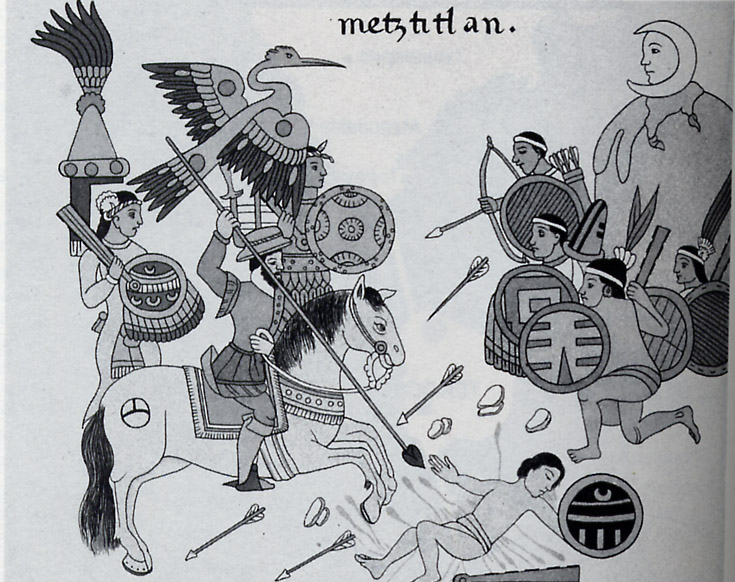
ライフルと馬との征服者との出会いはアステカに衝撃を与えたため、彼らはヨーロッパ人を東の預言者と混同した。

①ハネムーン期間②移行期間
③調整期間
④融合期間

カルチャーショック（英: culture shock）または文化的衝撃とは、異文化に見たり触れたりした際、習慣・考え方・異文化の実像について、母国文化の常識と大幅に掛け離れていたり、自身が学校教育などで習得したその異文化に関する知識・情報と乖離しているため、心理的にショックを受けたり戸惑うことである。例えば、言葉が全く通じない、現地の人間について自分が学校の授業で教わったイメージと実像がかけ離れている、など。
外国や国内問わずに起こりえるものであり、例えば、外国の観光地や大都市に赴いた日本人が現地の実際の姿を実際に見てカルチャーショックを受けたり、逆に外国人が日本に来て自身が知識として得ていた日本に対するイメージや日本人像とその実像のギャップにカルチャーショックを覚えるということも起き得る。
リエントリーショックという言葉もある。これは地元に戻った際に今まで馴染んでいたはずの文化・価値観や母国の政治・教育に疑問や抵抗感が沸いてしまうことである。外国留学やビジネスでの長期滞在から帰って来た人に見られる。

## ハネムーン期間
海外生活を始めて最初の数週間は、見聞きするものすべてが目新しく楽しく思える時期である。これまで知らなかった物事との出合いに感動し、新しい環境がこれまで慣れ親しんでいた環境よりも良く思える段階である。

## 移行期間
新しい環境に慣れ、最初は素敵に思えていたものの欠点が見えてきて、だんだんその状況に不満や不安を感じ始める時期である。思い描いていた理想と現実が異なることに気が付き、新しい環境や異文化に対して拒否反応を起こし始める段階である。

## 調整期間
十分に落ち込んだり否定したりしたあと、「このままではいけない」、「自分が変わらないと状況は変わらない」などと、自分を見つめ直して新しい環境に慣れるようチャレンジする前向きな気持ちが生まれる時期である。言葉や習慣、外国人の言動にも慣れ、「おかしい」「嫌だ」と感じていたことも受け入れられる気持ちになってくる。拒否段階と適応移行段階を行き来しながら、次の段階にたどり着くこともありうる。

## 融合期間
この最終段階になると、他国の文化や慣習を受け入れ、柔軟に対応できるようになる。考え方や生活習慣の違いを認め受け止めるだけでなく、共通点を見つけることもできるようになり、新しい環境のなかでも生活を楽しめるようになる。